# جون أكرمان
جون أكرمان (بالإنجليزية: Johan Ackermann)‏ هو لاعب اتحاد الرغبي جنوب أفريقي، ولد في 3 يونيو 1970 في بينوني في جنوب أفريقيا.

## وصلات خارجية
- جون أكرمان على موقع دوري الرغبي الممتاز (الإنجليزية)
- جون أكرمان عل موقع إسبنسكروم (الإنجليزية)
- جون أكرمان على موقع ItsRugby.co.uk (الإنجليزية)